# モニカ・スウィートハート
モニカ・スウィートハート（Monica Sweetheart、1981年6月23日 - ）はチェコスロバキア出身のポルノ女優。『Monic』『Jennifer』『Monika Listopadova』『Monika Tore』名義でも活動していた。

## 略歴
18歳になった直後の2000年にポルノ業界に入った。
高いウエストの長い脚と美しいブロンドが特長。
端整な顔立ちに似つかわないハードコアなジャンルをこなし、そのスタイルの良さと愛嬌のある表情で世界的ブレイクを果たす。
250を超える作品に出演し、2000年にはフランク・スリング監督の『The Academy』に出演し、2004年には『Eye of the Beholder』での演技で、XRCOのベストグループシーン賞にノミネートされている。
2006年11月26日には、ベルギーのコメディー番組『Willy's en Marjetten』に出演した。
モデルとしても活動している。

## 受賞とノミネート
- 2004年 AVNアワードノミネート Female Foreign Performer of the Year[4]
- 2005年 AVNアワード ノミネート Best Group Sex Scene – Video – Eye of the Beholder（同時ノミネート：ジェシカ・ドレイク、レズリー・ゼン、トミー・ガン）[5]